# Serranus sanctaehelenae
Serranus sanctaehelenae és una espècie de peix de la família dels serrànids i de l'ordre dels perciformes present a Guinea, Congo, Santa Helena i Cap Verd.
Els mascles poden assolir els 75 cm de longitud total.